# ازرا لدرمن
اِزرا لدرمن (به انگلیسی: Ezra Laderman) (۲۹ ژوئن ۱۹۲۴ – ۲۸ فوریهٔ ۲۰۱۵) آهنگساز کلاسیک، موسیقی‌دان، و مربی موسیقی اهل ایالات متحدهٔ آمریکا بود.
والدینش از لهستان به ایالات متحده مهاجرت کرده بودند.
لدرمن در سال ۱۹۹۱ به عضویت فرهنگستان هنر و ادب ایالات متحدهٔ آمریکا درآمد و در سال‌های ۲۰۰۶ تا ۲۰۰۹ رئیس دوره‌ایِ آن فرهنگستان بود. او در سال ۱۹۵۶ کمک‌هزینهٔ گوگنهایم را دریافت کرد و دو بار برندهٔ «جایزهٔ رُم» (۱۹۶۳ و ۱۹۸۴) شد.